# Prospero Adorno
Prospero Adorno (Gènova, 1428 - Asti, 1485) fou un home d'estat genovès, senyor de Taggia i San Remo el 1457, segon comte de Rende i San Felice del 1459 al 1462 i des del 1467, segon baró de Montalto i Guardia degli Oltremontani del 1459 al 1462 i des del 1469, i senyor de Rossiglione i Ovada el 1464. Fou dux de Gènova el 12 de març de 1461 fins al 7 de juliol de 1461 i per segona vegada del 2 d'agost de 1478 al 25 de novembre de 1478.